# 珠山聚落

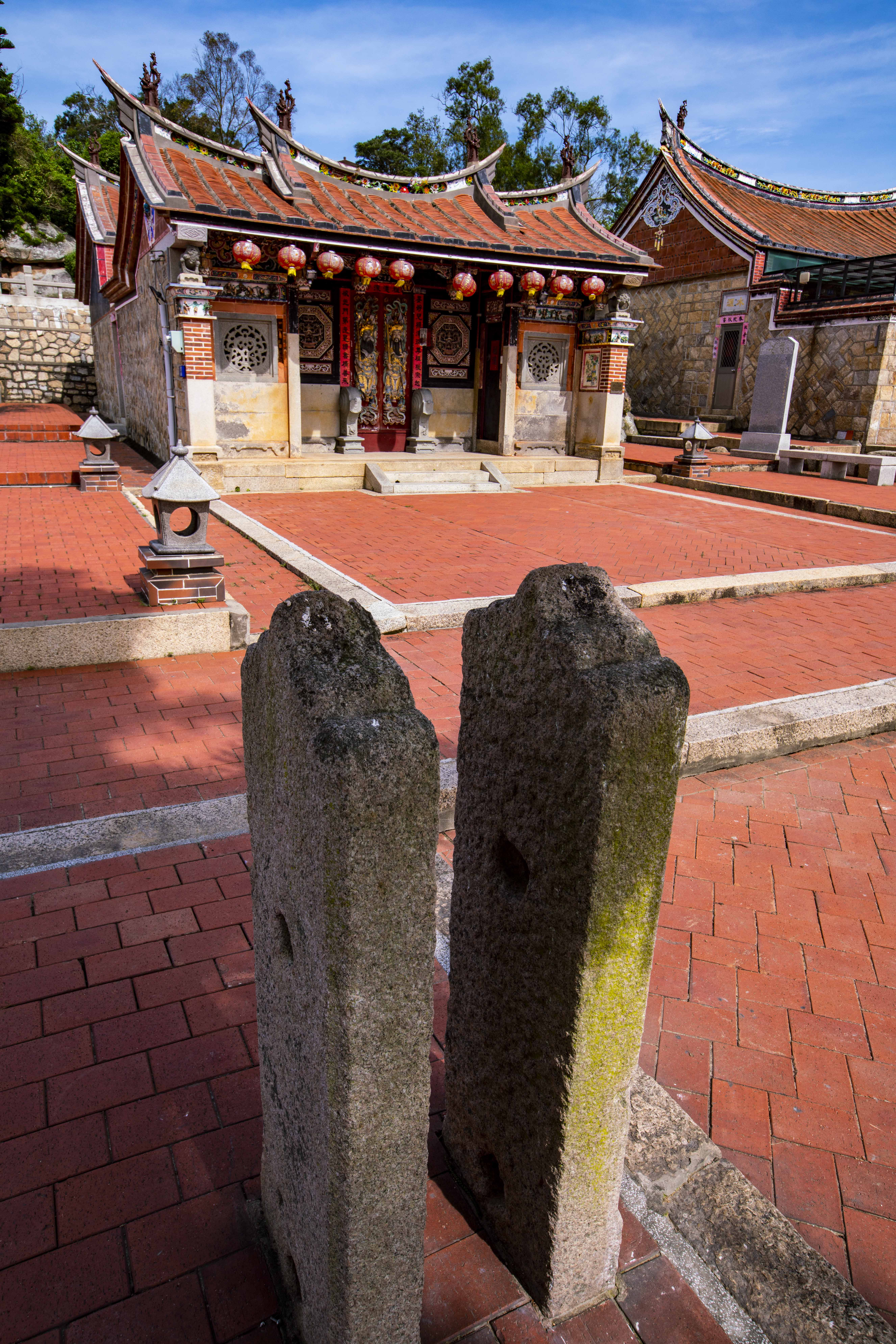
珠山薛氏大宗宗祠

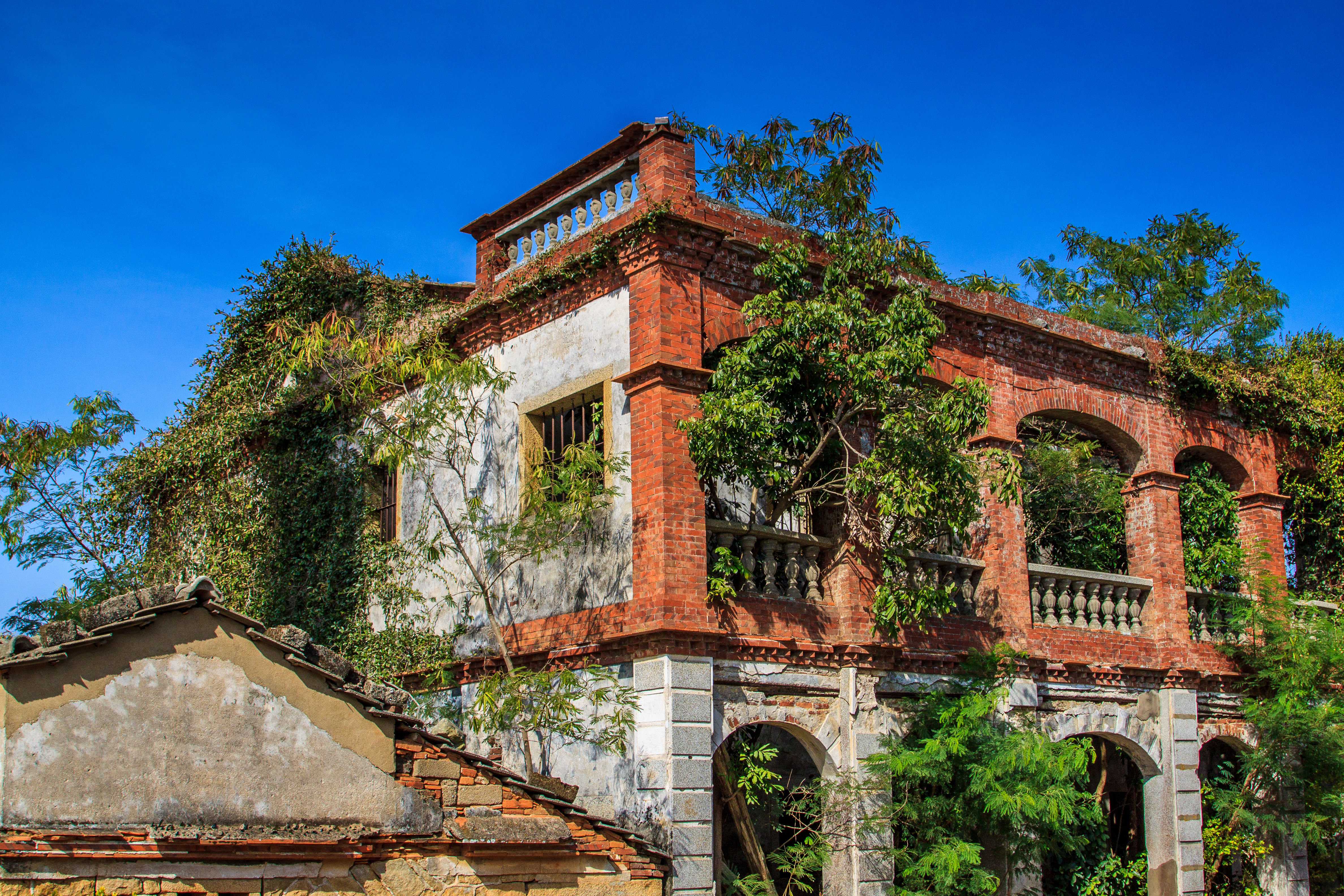
薛芳見洋樓

珠山聚落位於中華民國金門縣金城鎮，現行政區劃屬珠沙里，為金門保存良好的傳統聚落之一，自元朝發展至今日已有650年歷史，為單一姓的薛式聚落。
珠山舊名山仔兜，意指丘陵環抱的風水聚落，元至正五年（1345年），同安人薛貞率家族來此避難，名此地為薛厝，後以東邊的珠山為名。聚落四周高地環繞，中有大潭，呈「四水歸塘」的風水吉穴，整個聚落以薛氏大宗宗祠為中心向兩邊拓展，環繞著大潭而建。